# Samuel M. Comer
Samuel M. Comer (Topeka, 13 de julho de 1893 — La Jolla, 27 de dezembro de 1974) é um diretor de arte estadunidense. Venceu o Oscar de melhor direção de arte em quatro ocasiões: por Frenchman's Creek, Samson and Delilah, Sunset Boulevard e The Rose Tattoo.